# U-862
U-862 — большая океанская немецкая подводная лодка типа IXD2 времён Второй мировой войны. Заказ на постройку субмарины был отдан 5 июня 1941 года. Лодка была заложена 15 августа 1942 года на верфи компании АГ Везер в Бремене под строительным номером 1068, спущена на воду 8 июня 1943 года, вошла в строй 7 октября 1943 года под командованием капитан-лейтенанта Гейнриха Тима.

## Флотилии
- 7 октября 1943 года — 30 апреля 1944 года 4-я флотилия (учебная)
- 1 мая — 30 сентября 1944 года 12-я флотилия
- 1 октября 1944 года — 6 мая 1945 года 33-я флотилия

## Боевая служба
Лодка совершила 2 боевых похода, потопила 7 судов суммарным водоизмещением 42 374 брт.
6 мая 1945 года была захвачена японцами в Сингапуре, 15 июля 1945 года вошла в состав Императорского флота Японии под обозначением I-502.